# Шкляркі
Шкляркі (пол. Szklarki, нім. Gläsersdorf) — село в Польщі, у гміні Пшемкув Польковицького повіту Нижньосілезького воєводства.
Населення — 142 особи (2011).
У 1975-1998 роках село належало до Легницького воєводства.

## Демографія
Демографічна структура станом на 31 березня 2011 року:
|          | Загалом | Допрацездатний вік | Працездатний вік | Постпрацездатний вік |
| -------- | ------- | ------------------ | ---------------- | -------------------- |
| Чоловіки | 63      | 14                 | 43               | 6                    |
| Жінки    | 79      | 12                 | 42               | 25                   |
| Разом    | 142     | 26                 | 85               | 31                   |